# Messier 96

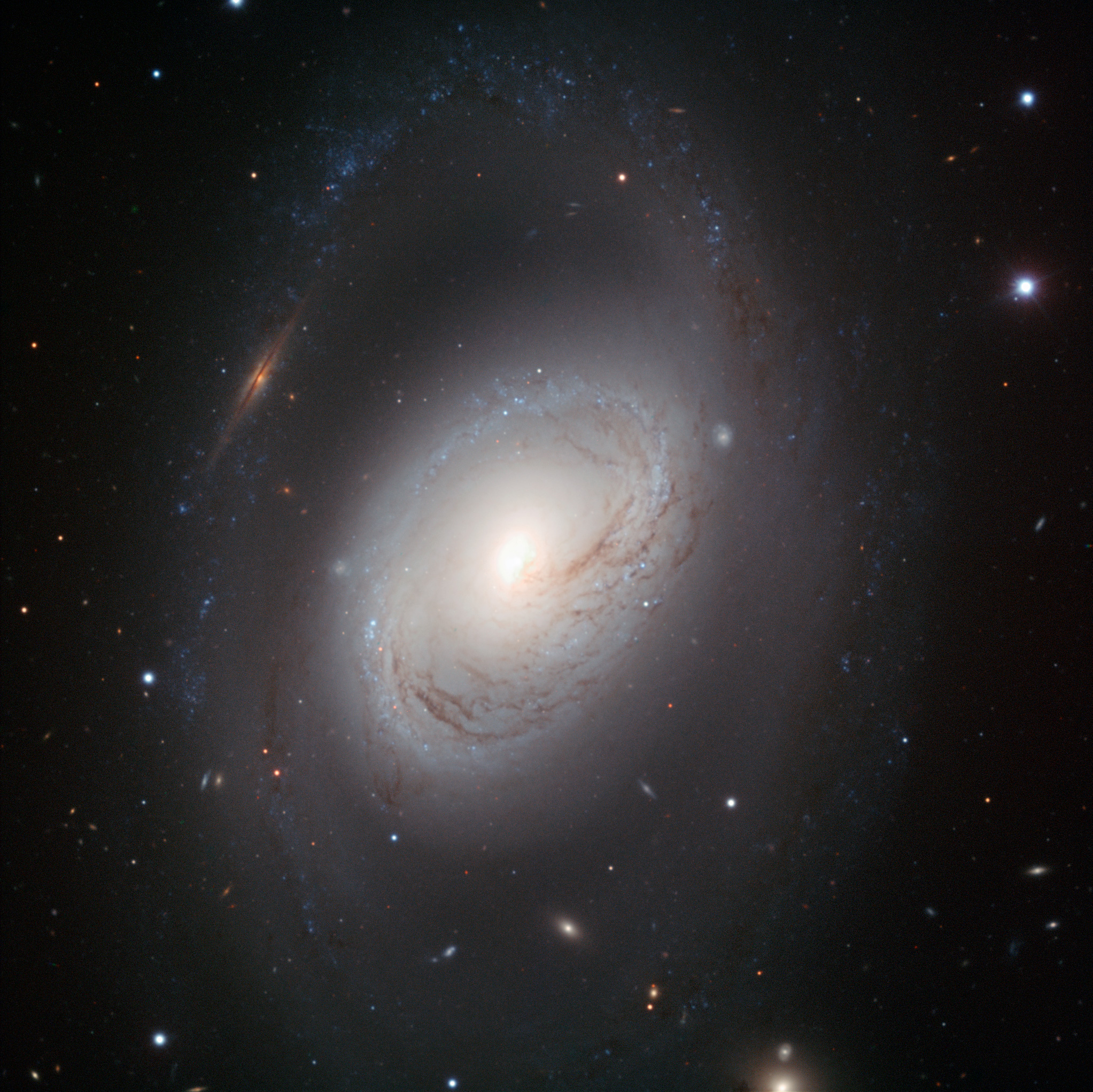
Thiên hà M96

Messier 96 (còn được gọi là M96 hoặc NGC 3368) là một thiên hà xoắn ốc trung gian nằm trong chòm sao Sư Tử cách chúng ta khoảng 35 triệu năm ánh sáng. Nó được phát hiện bởi nhà thiên văn học người Pháp Pierre Méchain vào ngày 20 tháng 3 năm 1781. Sau khi thông báo kết quả quan sát, nhà thiên văn người Pháp Charles Messier đã xác nhận phát hiện này bốn ngày sau đó và thêm nó vào danh mục những vật thể kỳ lạ. Quan sát thiên hà này cực kỳ khó với ống nhòm và với một kính thiên văn có khẩu độ 25,4 cm (10,0 in), thiên hà có thể nhìn thấy dưới dạng quầng sáng 3 × 5 arcminute với vùng lõi sáng hơn.
Ta quan sát từ Trái Đất sẽ thấy M96 nghiêng một góc 53° khi định hướng một góc 172°. Nó được phân loại thành một thiên hà xoắn ốc có hai cạnh với một  chỗ phình nhỏ ở bên trong thông qua lõi cùng với một chỗ phình bên ngoài. Hạt nhân của thiên hà hoạt động yếu ở mức LINER2.
Độ biến thiên của các tia cực tím cho thấy sự hiện diện của một lỗ đen siêu lớn quanh thiên hà đó. Khối lượng của lỗ đen này ước chừng từ 1.5×106 đến 4.8×107 so với khối lượng mặt trời.

## Siêu tân tinh
Vào ngày 9 tháng 5 năm 1998, một sự kiện siêu tân tinh đã được quan sát trong thiên hà này và được đặt tên là SN 1998bu. Đây là vụ nổ siêu tân tinh loại Ia. Ánh sáng của nó đạt đến mức tối đa vào ngày 21 tháng 5 sau đó giảm dần sau đó. Quan sát một năm sau đó cho thấy vụ nổ đã tạo ra khối lượng vật chất bằng 0,4 lần khối lượng Mặt Trời. Quang phổ của tàn dư siêu tân tinh có sự hiện diện của phóng xạ 56Co rồi phân hủy thành 56Fe.